# Lijst van rijksmonumenten in Opmeer
De gemeente Opmeer telt 30 inschrijvingen in het rijksmonumentenregister. Hieronder een overzicht.

## Aartswoud
Het dorp Aartswoud telt 8 inschrijvingen in het rijksmonumentenregister. Zie Lijst van rijksmonumenten in Aartswoud voor een overzicht.

## De Weere
Het dorp De Weere telt 4 inschrijvingen in het rijksmonumentenregister.
| Object                             | Oorspronkelijke functie? | Bouwjaar | Architect             | Locatie              | Coördinaten?                  | Nr.?   | Afbeelding                         |
| ---------------------------------- | ------------------------ | -------- | --------------------- | -------------------- | ----------------------------- | ------ | ---------------------------------- |
| St. Lambertuskerk: kerkgebouw      | Kerk en kerkonderdeel    | 1907     | Nicolaas Molenaar sr. | Driestedenweg 1      | 52° 43' 19" NB, 4° 59' 60" OL | 510440 | St. Lambertuskerk: kerkgebouw      |
| St. Lambertuskerk: pastorie        | Kerkelijke dienstwoning  | 1850     |                       | Driestedenweg 1      | 52° 43' 19" NB, 4° 59' 60" OL | 510441 | St. Lambertuskerk: pastorie        |
| St. Lambertuscomplex: tuinhek      | Erfscheiding             | 1850     |                       | Driestedenweg voor 1 | 52° 43' 19" NB, 4° 59' 57" OL | 510442 | St. Lambertuscomplex: tuinhek      |
| Stolpboerderij met bijbehorend hek | Boerderij                | 1913     |                       | Driestedenweg 45     | 52° 43' 34" NB, 4° 59' 48" OL | 510446 | Stolpboerderij met bijbehorend hek |

## Hoogwoud
De plaats Hoogwoud telt 14 inschrijvingen in het rijksmonumentenregister. Zie Lijst van rijksmonumenten in Hoogwoud voor een overzicht.

## Opmeer
De plaats Opmeer telt 3 inschrijvingen in het rijksmonumentenregister.
| Object | Oorspronkelijke functie? | Bouwjaar | Architect | Locatie         | Coördinaten?                  | Nr.?  | Afbeelding        |
| --- | ------------------------ | -------- | --------- | --------------- | ----------------------------- | ----- | ----------------- |
| Saksisch huis | Woonhuis                 |          |           | Hogeweg 1       | 52° 41' 51" NB, 4° 55' 41" OL | 31779 | Meer afbeeldingen |
| Wipbrug tussen Wipbruglaan an Hogeweg                                                                            | Brug                     |          |           | Hogeweg bij 1   | 52° 41' 49" NB, 4° 55' 37" OL | 31780 | Meer afbeeldingen |
| Hulp-stoomgemaal met centrifugaalpomp, waarvan de 16 PK stoommachine in 1958 werd vervangen door een dieselmotor | Gemaal                   | 1879     |           | Nieuweweg bij 2 | 52° 41' 35" NB, 4° 55' 11" OL | 46967 | Meer afbeeldingen |

## Spanbroek
Het dorp Spanbroek telt 10 inschrijvingen in het rijksmonumentenregister. Zie Lijst van rijksmonumenten in Spanbroek voor een overzicht.

## Wadway
Het dorp Wadway telt 3 inschrijvingen in het rijksmonumentenregister.
| Object                                                           | Oorspronkelijke functie? | Bouwjaar | Architect | Locatie    | Coördinaten?                  | Nr.?   | Afbeelding                                                       |
| ---------------------------------------------------------------- | ------------------------ | -------- | --------- | ---------- | ----------------------------- | ------ | ---------------------------------------------------------------- |
| Hervormde Kerk                                                   | Kerk en kerkonderdeel    | 15e eeuw |           | Wadway 28  | 52° 41' 32" NB, 4° 58' 52" OL | 31802  | Meer afbeeldingen                                                |
| Toren van de Hervormde Kerk                                      | Kerk en kerkonderdeel    |          |           | Wadwaij 18 | 52° 41' 32" NB, 4° 58' 51" OL | 31803  | Meer afbeeldingen                                                |
| Stolpboerderij van het Noord-Hollandse type in eclectische trant | Boerderij                | 1877     |           | Wadway 33  | 52° 41' 28" NB, 4° 58' 46" OL | 510448 | Stolpboerderij van het Noord-Hollandse type in eclectische trant |

## Zandwerven
De plaats Zandwerven telt 2 inschrijvingin in het rijksmonumentenregister.
| Object                             | Oorspronkelijke functie? | Bouwjaar         | Architect | Locatie       | Coördinaten?                  | Nr.?  | Afbeelding        |
| ---------------------------------- | ------------------------ | ---------------- | --------- | ------------- | ----------------------------- | ----- | ----------------- |
| Wolvenhuis, stolphoeve             | Boerderij                | 1675 (voorgevel) |           | Zandwerven 45 | 52° 40' 43" NB, 4° 56' 57" OL | 31801 | Meer afbeeldingen |
| Terrein waarin sporen van bewoning | Archeologisch monument   | Laat-Neolithicum |           |               | 52° 40' 37" NB, 4° 57' 9" OL  | 47129 | Upload foto       |

Aalsmeer ·
Alkmaar ·
Amstelveen ·
Amsterdam ·
Bergen ·
Beverwijk ·
Blaricum ·
Bloemendaal ·
Castricum ·
Den Helder ·
Diemen ·
Dijk en Waard ·
Drechterland ·
Edam-Volendam ·
Enkhuizen ·
Gooise Meren ·
Haarlem ·
Haarlemmermeer ·
Heemskerk ·
Heemstede ·
Heiloo ·
Hilversum ·
Hollands Kroon ·
Hoorn ·
Huizen ·
Koggenland ·
Landsmeer ·
Laren ·
Medemblik ·
Oostzaan ·
Opmeer ·
Ouder-Amstel ·
Purmerend ·
Schagen ·
Stede Broec ·
Texel ·
Uitgeest ·
Uithoorn ·
Velsen ·
Waterland ·
Wijdemeren ·
Wormerland ·
Zaanstad ·
Zandvoort